# Campeonato Mundial de Esgrima de 1963
O Campeonato Mundial de Esgrima de 1963 foi a 32ª edição do torneio organizado pela Federação Internacional de Esgrima (FIE). O evento foi realizado em Gdańsk, Polónia. 

## Resultados
Os resultados foram os seguintes. 
Masculino
| Evento             | Ouro                                                                                                | Prata                                                                                               | Bronze                                                                                                |
| Espada individual  | Áustria · Roland Losert                                                                             | França · Yves Dreyfus                                                                               | União Soviética · Guram Kostava                                                                       |
| Espada por equipe  | Polónia · Bohdan Gonsior · Bohdan Andrzejewski · Henryk Nielaba · Ryszard Parulski · Jerzy Strzałka | França · Yves Dreyfus · Jacques Guittet · Armand Mouyal · Claude Bourquard · René Queyroux          | Hungria · Árpád Bárány · Tamás Gábor · István Kausz · Győző Kulcsár · Zoltán Nemere                   |
| Florete individual | França · Jean-Claude Magnan                                                                         | Polónia · Ryszard Parulski                                                                          | Polónia · Egon Franke                                                                                 |
| Florete por equipe | União Soviética · Mark Midler · Viktor Zhdanovich · Guerman Sveshnikov · Yuri Rudov · Yuri Sharov   | Polónia · Witold Woyda · Egon Franke · Ryszard Parulski · Henryk Nielaba · Janusz Różycki           | França · Guy Barrabino · Jacques Courtillat · Jean-Claude Magnan · Daniel Revenu · Pierre Rodocanachi |
| Sabre individual   | União Soviética · Yakov Rylsky                                                                      | Polónia · Jerzy Pawłowski                                                                           | Itália · Wladimiro Calarese                                                                           |
| Sabre por equipe   | Polónia · Jerzy Pawłowski · Wojciech Zabłocki · Andrzej Piątkowski · Emil Ochyra · Ryszard Zub      | União Soviética · Umiar Mavlijanov · Nugzar Asatiani · Mark Rakita · Yakov Rylski · Valeri Shchitny | Hungria · Péter Bakonyi · Attila Kovács · Miklós Meszéna · Tibor Pézsa · József Scerencses            |

Feminino
| Evento             | Ouro | ' Prata                                                                                              | Bronze                                                                                  |
| Florete individual | Hungria · Ildikó Újlaky-Rejtő                                                                                   | Hungria · Lídia Sákovicsné Dömölky                                                                   | Hungria · Katalin Juhász                                                                |
| Florete por equipe | União Soviética · Galina Gorojova · Alexandra Zabelina · Ala Shepeleva · Diana Nikanchikova · Tatiana Samusenko | Hungria · Magdolna Nyári-Kovács · Katalin Juhász · Ildikó Rejtő · Lídia Sákovics · Katalin Szalontay | Itália · Bruna Colombetti · Giovanna Masciotta · Antonella Ragno · Natalina Sanguinetti |

## Quadro de medalhas
País sede
| Ordem | País            | Medalha de ouro | Medalha de prata | Medalha de bronze |    |
| ----- | --------------- | --------------- | ---------------- | ----------------- | -- |
| 1     | União Soviética | 3               | 1                | 1                 | 5  |
| 2     | Polónia         | 2               | 3                | 1                 | 6  |
| 3     | Hungria         | 1               | 2                | 3                 | 6  |
| 4     | França          | 1               | 2                | 1                 | 4  |
| 5     | Áustria         | 1               |                  |                   | 1  |
| 6     | Itália          |                 |                  | 2                 | 2  |
| TOTAL | TOTAL           | 8               | 8                | 8                 | 24 |